# Muskogee (Volk)

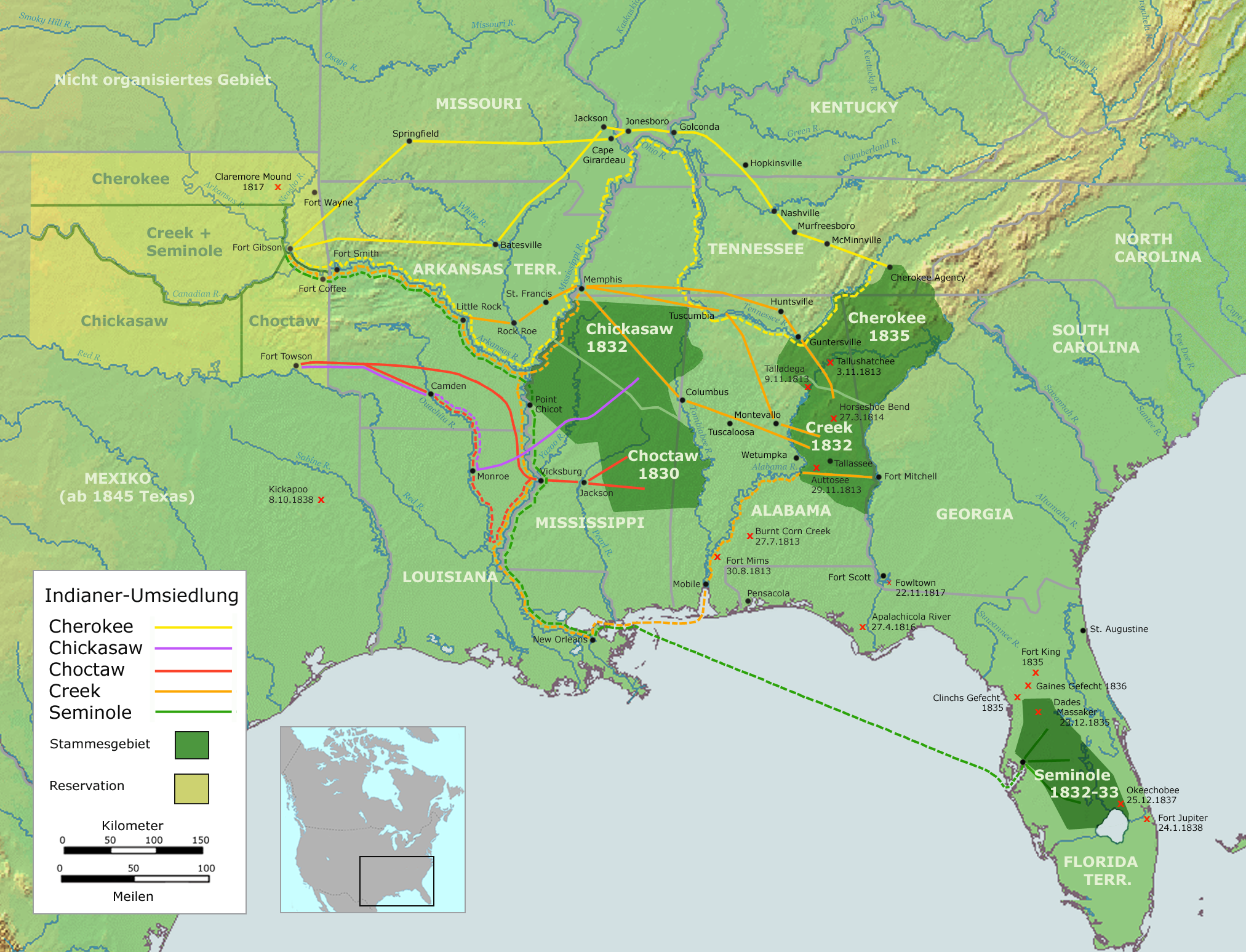
Ehemaliges Stammesgebiet der Muskogee (Creek) und erste Reservation (1838), ihre Umsiedlungsroute und Gefechte mit indianischer Beteiligung im Südosten der USA zwischen 1811 und 1847

Die Muskogee, auch Creek genannt, sind ein Indianervolk Nordamerikas, das ursprünglich aus dem Südosten der USA stammt. In ihrer eigenen Sprache nennen sie sich Mvskoke oder Maskoki. Heute üblich ist die davon abgeleitete Schreibweise Muskogee, im englischsprachigen Raum auch Muscogee.
Ihre Sprache Maskoki (mvskoke) gehört zur Sprachgruppe der Muskogee-Sprachen. Die Seminolen sind eng verwandt mit den Muskogee und sprechen ebenfalls die Maskoki-Sprache. Die Muskogee sind eine der fünf zivilisierten Nationen. Heute leben sie vor allem in Oklahoma, Alabama und Florida.

## Stammesstruktur
Die Muskogee waren getrennt in einen roten und einen weißen Klan. Dem roten Klan stand ein Kriegshäuptling vor, während der weiße Klan von einem Friedenshäuptling oder Miko geführt wurde, der auch eine Frau sein konnte.

## Geschichte

### Frühgeschichte
Die frühgeschichtlichen Muskogee waren wahrscheinlich die Nachfahren der Mississippi-Kultur und möglicherweise mit den Utinahica in Süd-Georgia verwandt. Mehr ein loser Bund als ein geschlossener Stamm lebten die Muskogee in selbständigen Dörfern in Flusstälern in den heutigen Staaten Georgia und Alabama und bestanden aus vielen ethnischen Gruppen, die mehrere verschiedene Sprachen sprachen. Zu ihnen gehörten die Abihka, Alabama, Tallapoosa und Coushatta. Jene, die entlang des Ocmulgee River siedelten, wurden von britischen Händlern aus dem südlichen Carolina „Creek-Indianer“ genannt (englisch: creek = Bach). Eventuell wurde der Name auch generell allen indigenen Völkern dieser Region verliehen, also auch den Natchez und den Yuchi.
Die Muskogee trieben Handel mit ihren neuen britischen Nachbarn und erhielten europäische Waren im Austausch gegen Hirschhäute und indianische Sklaven, die sie in Florida gefangen hatten. Im 18. Jahrhundert begannen sich die Muskogee mit britischen Händlern und geflohenen afrikanischen Sklaven zu verheiraten und zu vermischen. Differenzen in der Geographie und die Interaktion mit Europäern führten eventuell dazu, dass sich die Muskogee-Städte zunehmend in die „Unterstädte“ im Grenzland von Georgia (an den Flüssen Chattahoochee River, Ocmulgee River und Flint River) und die „Oberstädte“ im Alabama-River-Tal aufteilten.

### Revolutionäre Ära
Wie viele Gruppen der amerikanischen Ureinwohner östlich des Mississippi River teilten sich die Muskogee auf, je nachdem, auf welcher Seite sie im Amerikanischen Unabhängigkeitskrieg standen. Die Unteren Muskogee (Lower Creek) blieben neutral; die Oberen Muskogee (Upper Creek) verbündeten sich mit den Briten gegen die Unabhängigkeitskämpfer.

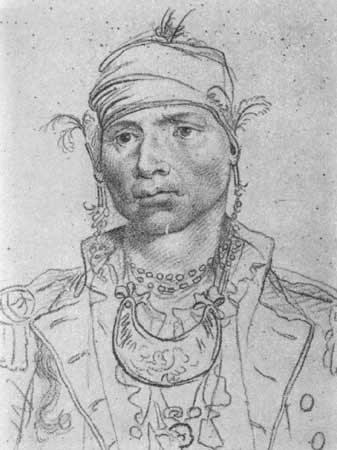
Diese Skizze von John Trumbull zeigt Muskogee-Führer Hopothle Mico, wahrscheinlich zur Zeit der Unterzeichnung des Vertrags von New York 1790.

Nachdem die Rebellion offiziell 1783 beendet war, entdeckten die Muskogee, dass Großbritannien Muskogee-Land den neu gegründeten Vereinigten Staaten von Amerika zugeschlagen hatte. Der Staat Georgia begann sich ins Muskogee-Territorium auszudehnen. Der Muskogee-Staatsmann Alexander McGillivray wurde berühmt, als er einen panindianischen Widerstand gegen dieses Eindringen aufbaute und von den Spaniern in Florida Waffen erhielt, um vorbeiziehende Georgianer zu bekämpfen. McGillivray arbeitete daran, eine Art Muskogee-Nationalismus aufzubauen und die Führung zu zentralisieren, indem er gegen Dorfvorsteher kämpfte, die individuell Land an die USA verkauft hatten. Mit dem Vertrag von New York 1790 trat McGillivray eine signifikante Menge Land an die USA unter der Präsidentschaft von George Washington ab, im Austausch gegen die Anerkennung der Souveränität der Muskogee im verbliebenen Territorium. Jedoch starb McGillivray 1793 und Georgia dehnte sich weiter ins Muskogee-Land aus.

### Der Creek-Krieg (Rotstock-Krieg)
Der Creek-Krieg von 1813 bis 1814, auch bekannt als „Red Stick War“, begann als Bürgerkrieg innerhalb der Muskogee, nur um sich in den Krieg von 1812 zu verstricken. Angefeuert von der leidenschaftlichen Beredsamkeit des Shawnee-Führers Tecumseh und ihrer eigenen religiösen Führer kämpften Muskogee aus den Oberstädten, den Weißen als „Rotstöcke“ (Red Sticks) bekannt, aggressiv gegen das weiße Eindringen und die „Zivilisierungsprogramme“, die vom US-Indianeragenten Benjamin Hawkins verwaltet wurden. Die Rotstock-Führer William Weatherford (Roter Adler), Peter McQueen und Menawa kämpften verbissen mit den Unteren Muskogee, angeführt von William McIntosh, die mit den Amerikanern alliiert waren.
Am 30. August 1813 griffen die Rotstöcke, angeführt von Roter Adler, den amerikanischen Außenposten Fort Mims bei Mobile (Alabama) an, wo sich neben weißen Zivilisten und einigen indianischen Alliierten sich vor allem Milizionäre verschanzt hatten. Etwa 180 von diesen hatten einige Tage zuvor am Golf von Mexiko eine Gruppe indianischer Krieger überfallen, die sich dort gerade mit Waffen eingedeckt hatte, und 20 von ihnen getötet. Anschließend nahmen sie weiter westlich Zuflucht im Fort. In einem Racheakt nahmen nun etwa 800 Rotstöcke das Fort ein und richteten ein furchtbares Blutbad an: Fast 250 Menschen wurden getötet. Unruhe ergriff daraufhin das südwestliche Grenzland der USA und es meldeten sich Hunderte von Freiwilligen.
Als Antwort auf das Massaker von Fort Mims sandten Tennessee, Georgia und das Mississippi-Territorium im Herbst vier starke Milizverbände tief in das Land der Muskogee, denen sich auch befreundete Indianer anschlossen. In der Unterzahl und schlecht bewaffnet kämpften die Rotstöcke einen verzweifelten Kampf von ihren in der Wildnis errichteten Festungen aus. Am 18. November 1813 schloss die Brigade John R. Coffees das Dorf Tallushatchee ein, tötete die Indianerkrieger „wie die Hunde“ und brannte dann alle Häuser nieder, wobei auch Frauen und Kinder den Tod fanden. Insgesamt starben fast 200 Indianer. Am 27. März 1814 brach die Tennessee-Miliz unter dem damaligen General und späteren US-Präsidenten Andrew Jackson, unterstützt vom 39. US-Infanterie-Regiment sowie von Cherokee- und Muskogee-Alliierten, schließlich den Widerstand der Rotstöcke in der Schlacht am Horseshoe Bend am Tallapoosa River: von mehr als 3.300 Soldaten wurden mehr als 850 Kämpfer getötet und 350 Frauen und Kinder gefangen genommen.
Obwohl die Rotstöcke vernichtet worden waren, starben etwa 3.000 Untere Muskogee in diesem Krieg, den die restlichen Widerständler der Oberen Muskogee noch mehrere Monate aufrechterhielten. Im August 1814 ergaben sie sich Andrew Jackson bei Wetumpka (nahe der heutigen Stadt Montgomery (Alabama)). Am 9. August 1814 wurden die Muskogee gezwungen, den Vertrag von Fort Jackson zu unterzeichnen, der den Konflikt beendete und sie verpflichtete, 81.000 km² Land – mehr als die Hälfte ihres ursprünglichen Territoriums – den USA abzutreten. Auch jene Muskogee, die mit Andrew Jackson gemeinsam gekämpft hatten, wurden zur Abgabe von Land gezwungen, da sie Jackson für den Aufstieg der Rotstöcke verantwortlich machte. Der Staat Alabama ging aus diesem Territorium hervor und wurde 1819 Teil der USA.

## Die Vertreibung nach Westen
Nach dem Krieg von 1812 unterzeichneten einige Muskogee-Führer wie William McIntosh eine Anzahl Verträge, die mehr und mehr Land an Georgia abtraten. Schließlich gab der Muskogee-Bund ein Gesetz heraus, das jegliche weitere Landabtretung zum Kapitalverbrechen erklärte. Trotzdem unterzeichneten am 12. Februar 1825 McIntosh und andere Häuptlinge den Vertrag von Indian Springs, der das meiste des verbliebenen Muskogee-Lands in Georgia abtrat.

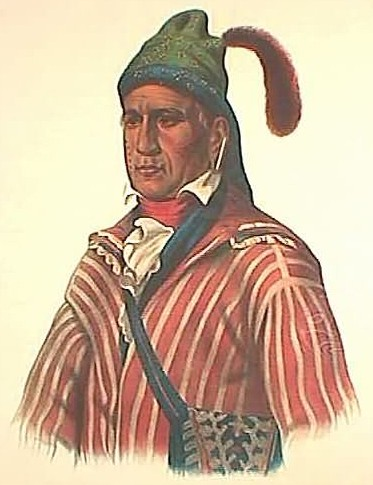
Menawa besuchte Washington D.C. 1826, um gegen den Vertrag von Indian Springs zu protestieren. Gemalt von Charles Bird King.

McIntosh war ein Vetter des Gouverneurs von Georgia, George Troup, der die Muskogee als eine Bedrohung für die weiße Expansion in der Region betrachtete, und war für die Demokratische Partei in eine Plattform für Indianer-Umsiedlung gewählt worden. McIntoshs Motive wurden unterschiedlich interpretiert. Einige glaubten, er sei bestochen worden, seine Leute zu verkaufen, andere behaupteten, er habe begriffen, dass die Muskogee schließlich alles verlieren würden und er noch das beste für sie herausschlagen wollte. Nachdem der US-Senat den Vertrag ratifiziert hatte, wurde McIntosh am 31. Mai 1825 von Muskogee, angeführt von Menawa, ermordet (Major Ridge von den Cherokee verhielt sich später genauso wie McIntosh und zahlte denselben Preis).
Der Muskogee-Nationalrat, angeführt von Opothle Yohola, verwendete sich bei den USA dafür, den Vertrag von Indian Springs zu annullieren. Präsident John Quincy Adams zeigte Verständnis für die Proteste: 1826 wurde der Vertrag durch eine neue Vereinbarung, den Vertrag von Washington, ersetzt. Der Historiker R. Douglas Hurt schreibt hierzu: „Die Creek hatten geschafft, was keine Indianernation je getan hatte oder jemals wieder tun wird – die Annullierung eines bereits ratifizierten Vertrags erreicht.“
Gouverneur Troup von Georgia ignorierte den neuen Vertrag und begann, die Indianer gewaltsam zu vertreiben, gemäß den Abmachungen des ersten Vertrags. Zuerst versuchte Präsident Adams mit föderalen Truppen zu intervenieren, doch Troup rief die Miliz zusammen und Adams, einen Bürgerkrieg fürchtend, gab nach. Wie er seinen Vertrauten mitteilte, „seien es die Indianer nicht wert, einen Krieg zu beginnen“.
Obwohl die Muskogee aus Georgia vertrieben worden waren, wobei viele Untere Muskogee ins Indianerterritorium gezogen waren, lebten immer noch etwa 20.000 Obere Muskogee in Alabama. Der Staat jedoch ging daran, Stammesregierungen zu verbieten und weitete die Staatsgesetze auf die Muskogee aus. Opothle Yohola appellierte an die Regierung von Präsident Andrew Jackson, sie vor Alabama zu beschützen; als nichts weiterging, wurde am 24. März 1832 der Vertrag von Cusseta unterzeichnet, der das Muskogee-Land in individuelle Grundstücke aufteilte. Die Muskogee konnten entweder ihr Land verkaufen, um nach Westen zu ziehen, oder in Alabama bleiben und sich der US-Armee sowie der zivilen Staatsmacht unterwerfen. Landspekulatoren und Hausbesetzer begannen, die Muskogee von ihren Grundstücken zu vergraulen, was zu Gewaltausbrüchen führte, die im so genannten „Creek-Krieg von 1836“ gipfelten. Der Kriegsminister Lewis Cass sandte General Winfield Scott eine Meldung, die Gewalt zu beenden, indem die Muskogee gewaltsam ins Indianerterritorium westlich des Mississippi vertrieben wurden.
Die offizielle Website der Muskogee beschreibt die nächste Phase ihrer Geschichte:

„In der neuen Nation legten die Unteren Muskogee ihre Farmen und Plantagen an den Flüssen Arkansas River und Verdigris River an. Die Oberen Muskogee reetablierten ihre ursprünglichen Städte am Canadian River und seinen nördlichen Zuflüssen. Die Stammesstädte beider Gruppen sandten weiterhin Vertreter zu einem Nationalrat, der sich bei High Springs traf. Die Muskogee-Nation als Ganzes begann eine neue Prosperität zu erfahren.“

## Religion
Die polytheistisch-animistische Stammesreligion der Muskogee kennt einen Schöpfergott namens Esaugetuh Emissee (etwa "Bewahrer des Atems"; auch Hisagita-imisi oder Hisakitaimisi), der ursprünglich allein in einem Haus auf dem Hügel Nunne Chaha wohnte, das als einzige Insel der Welt aus dem Ozean ragte. Er schuf verschiedene Gottheiten – darunter Bruder Mond und Schwester Sonne –, die Erde mit allen Kreaturen, sowie die vier Richtungen, um die Welt zu halten. Die ersten beiden Creek, die die Nachkommen von Schwester Sonne und der gehörnten Schlange waren, hießen Lucky Hunter und Corn Woman. Den Göttern, die in einem geordneten, himmlischen Pantheon wohnen, steht eine chaotische Unterwelt mit seltsamen Kreaturen gegenüber.
Neben den Göttern steht Hiliswa, eine alles durchdringende, spirituelle Kraft oder Weltseele, die dem Orenda der Irokesen oder dem Manitu der Algonkin sehr ähnlich ist. Ihre Stärke kann jedoch je nach Person, Ort oder Objekt, dem sie innewohnt, unterschiedlich groß sein. Lebewesen besitzen zwei Seelen: die Lebenskraft (Hisakita oder Atem), die sich beim Tod auflöst, und die ewige geistige Seele (Poyifikca), die auch tote Gegenstände besitzen können. Die Muskogee glauben, dass manche Menschen Seelen von anderen Lebewesen oder Geistern einfangen können, um sie für ihre Zwecke zu nutzen.
Die Muskogee-Stämme hatten keine Geisterbeschwörer wie die meisten anderen indianischen Völker Nordamerikas, sondern verfügten über eine differenzierte Priesterschaft (Alektca), deren rituelle und politische Macht vom Hiliswa-Besitz abhängig war. Die Macht wurde vor allem in weiblicher Linie vererbt. Zudem absolvierten die Kandidaten eine längere Ausbildung, um den Ablauf der heiligen Zeremonien und ihre Leitung zu erlernen.
Das rituelle Jahr der Muskogee konzentrierte sich auf vier kalendarische Zeremonien, die den landwirtschaftlichen Zyklus kennzeichneten. Jede Stadt hielt ihre eigenen Zeremonien ab. Eine Pflanzzeremonie Ende April oder Anfang Mai eröffnete die Saison. In ungefähr monatlichen Abständen folgten Little Green Corn und Green Corn (Apuskita; Grünmais-Zeremonie). Letzteres war die wichtigste Zeremonie und markierte das neue Jahr mit der Wiederentzündung des heiligen Feuers und der allgemeinen Erneuerung der Welt. Die Erntezeremonie fand je nach Stadt zwischen Ende August und Anfang Oktober statt. Einige Muskogee-Siedlungen feiern diesen zeremoniellen Zyklus weiterhin.
Während etwa 20 bis 25 Prozent der Creeks auch heute noch der traditionellen Religion folgen, sind die meisten Christen. Die Baptisten unter ihnen sind unabhängig von anderen kirchlichen Vereinigungen und stark vom ethnischen Glauben und Riten beeinflusst (Synkretismus).
Die Creek begruben ihre Toten (zumindest der Elite) mit reichen Grabbeigaben unter speziellen Häusern, die für diesen Zweck gebaut wurden. Der Zugang zu den Totenhäusern war nach Abschluss der Bestattungszeremonie verboten. Manchmal entstand daraus ein ganzes Dorf (Nekropole).

## Die Muskogee heute

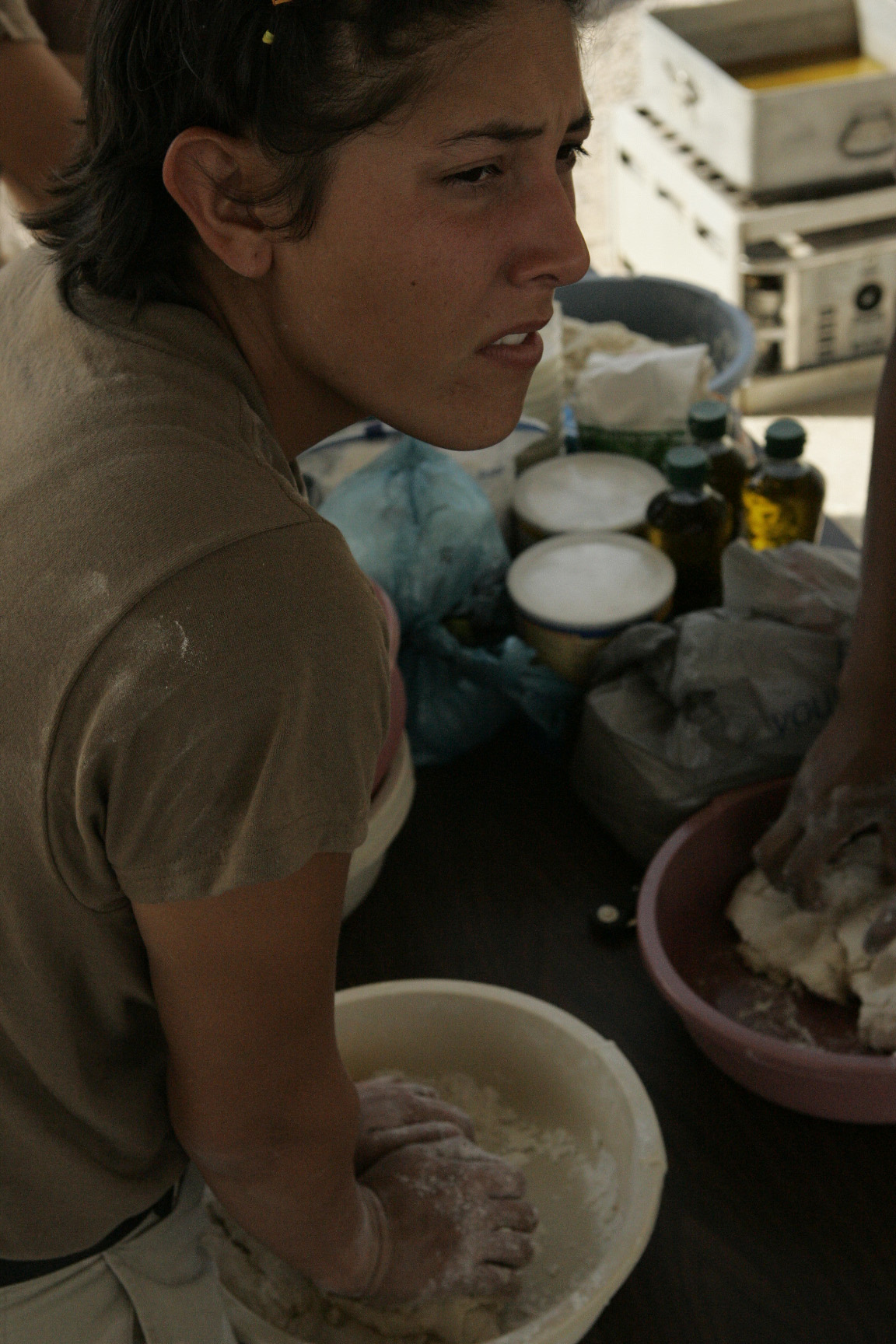
Specialist Stacy R. Scott, eine 20-jährige Muskogee aus Okemah, knetet die Zutaten für ein indianisches Röstbrot während eines Powwows bei Camp Taqaddum, Irak, 18. September 2004

Die meisten Muskogee zogen ins Indianerterritorium, obwohl sich manche der Vertreibung widersetzten. 2010 zählten 88.332 Personen zu den Muskogee, wovon rund 56.000 in Oklahoma leben. Eine Reservation gibt es dort nicht mehr. Weitere Nachfahren der Vertriebenen sind heute die „Poarch Band of Creek Indians“ in Alabama, der als einziges indianisches Volk auf dem Gebiet Alabamas die staatliche Anerkennung erhielt. Sie leben überwiegend in der Poarch-Creek-Reservation in Atmore nordöstlich von Mobile. Ebenso lebt eine Anzahl Muskogee in nicht als Reservatsgebiet klassifizierten Städten in Florida. Zusätzlich leben die Nachfahren der Muskogee in verschiedenen Integrationsgraden über die südöstlichen US-Staaten verteilt.
Obwohl die Muskogee-Konföderation eine der größten Indianerorganisationen war, führte ihre Unpopularität nach dem Creek-Krieg dazu, dass die Muskogee für die Assimilierung in andere Stämme und die euroamerikanische Kultur „anfälliger“ wurden.
Bei den Creek des östlichen Oklahoma hat sich bis heute die traditionelle Religion erhalten, die im Sommer bei den Grünmaiszeremonien und den sie vorbereitenden Tänzen praktiziert wird. Während des Winters hingegen gehen sie in die Kirche. Beide Religionen existieren nebeneinander, ohne sich zu beeinflussen. Nach den laufenden Erhebungen des evangelikal-fundamentalistisch ausgerichteten Bekehrungsnetzwerkes Joshua Project bekennen sich noch 25 Prozent aller Creek zur alten Religion.

## Berühmte Muskogee
- Floy Pepper, Lehrerin und Erziehungswissenschaftlerin ("Lehrer und Schüler lösen Disziplinprobleme")
- Jim Pepper, Jazzmusiker, kombinierte Elemente der traditionellen Musik mit Jazz
- Will Sampson, Schauspieler, am berühmtesten für seine Darstellung in Miloš Formans Einer flog übers Kuckucksnest (1975).
- Greg T. Walker, Rockmusiker (Blackfoot, Lynyrd Skynyrd u. a.)
- Joy Harjo, Dichterin, Musikerin und Aktivistin